# Fort Holabird

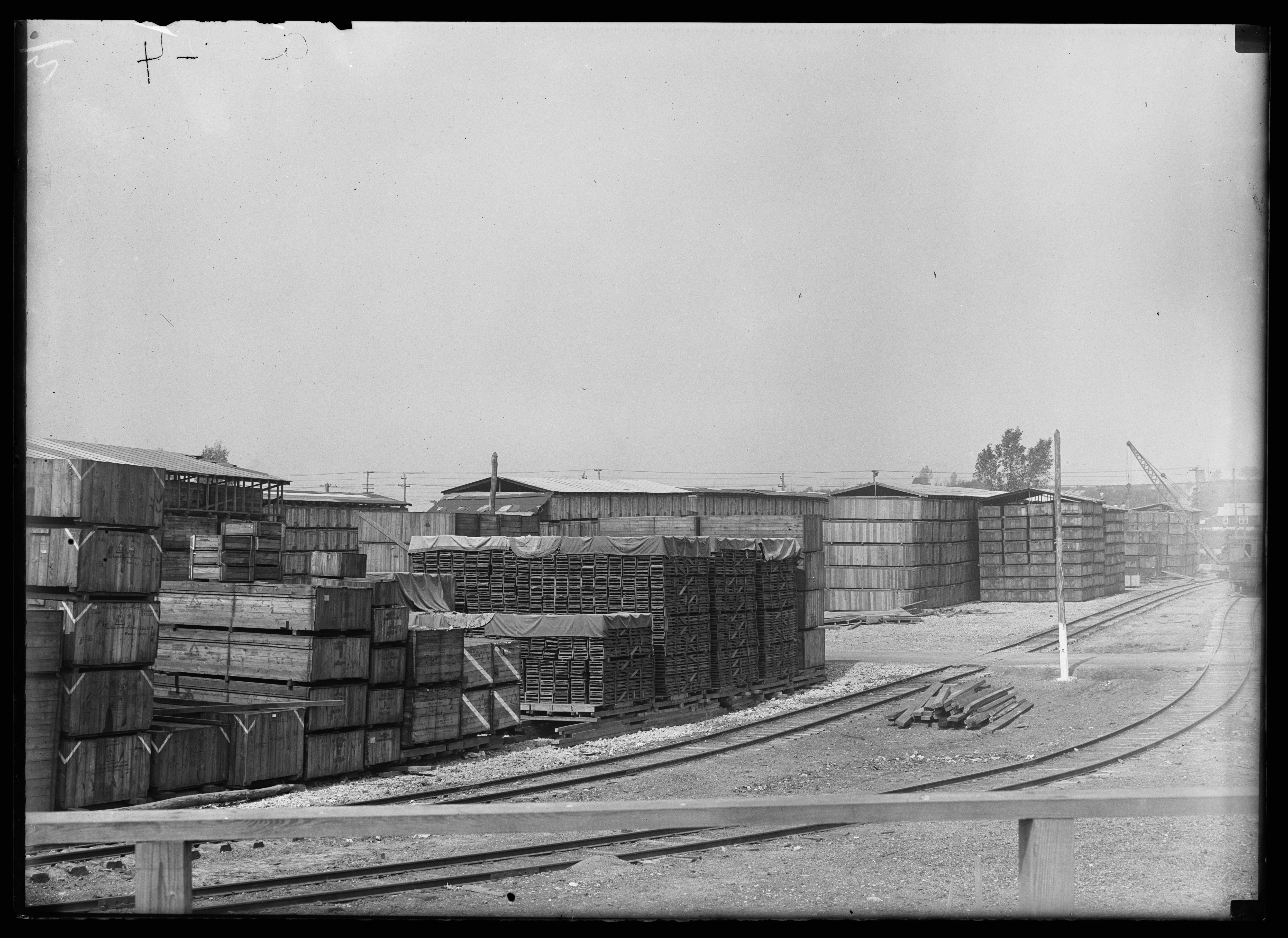
Fort Holabird (1910)

Fort Holabird – była siedziba ośrodka szkoleniowego wywiadu wojskowego US Army (Army Intelligence) w USA.

## Historia
W 1917 roku założono Camp Holabird, który miał być poligonem do testowania pojazdów wojskowych. Znajdował się na południowy wschód od Baltimore nad rzeką Patapsco. Nazwano go na cześć kwatermistrza z okresu wojny secesyjnej majora Samuela B. Holabirda (1826-1907). Podczas I wojny światowej dostarczał pojazdy dla Amerykańskiego Korpusu Ekspedycyjnego oraz szkolił pracowników zajmujących się ich naprawą i konserwacją. 
Początkowo zajmował 96 akrów, a w 1920 roku powiększono zajmowany teren do 160 akrów równocześnie zwiększając ilość pracowników i do zadań dodając prowadzenie badań i rozwój nowych pojazdów.  
W 1940 roku przetestowano tu i oceniono trzy prototypy „Jeepa” dostarczone przez firmy: Bantam, Willys i Ford. Gdy w 1950 roku przemianowano Camp na Fort Holabird, obejmował on obszar około 350 akrów z prawie 300 budynkami. Powstała tu szkoła wywiadowcza i ośrodek rekrutacyjny, a podczas procesu Watergate fort służył jako miejsce ochrony świadków. 
Zamknięto go w 1973 roku i teren przekazano miastu Baltimore. 